# En+ Group
En+ Group (Russisch: ЭН+ ГРУП) is een Russische bedrijf met belangen in de aluminiumsector (RUSAL) en de productie van elektriciteit. Het is een beleggingsmaatschappij die grotendeels in handen is van de Russische oligarch Oleg Deripaska. Het bedrijf is in 2002 opgericht en heeft sinds 2017 een beursnotering aan de London Stock Exchange.

## Activiteiten
En+ Group heeft aandelenbelangen in twee grote Russische bedrijven.
- RUSAL is een van de grotere verticaal geïntegreerde aluminiumbedrijven in de wereld. Het heeft een aandeel van zo’n 6% van de wereldwijde productie in aluinaarde en aluminium. Per jaar wordt 4 miljoen ton aluminium in de smelters van het bedrijf geproduceerd. In dit bedrijf heeft de groep een belang van 48,1%. RUSAL heeft sinds 2010 een eigen beursnotering op de Hong Kong Stock Exchange en op de beurs van Moskou.

- De tweede activiteit betreft de opwekking van elektriciteit in Rusland. Het beschikt over 22 centrales met een totaal opgesteld vermogen van 19,6 gigawatt (GW), waarvan vijf waterkrachtcentrales met 15,1 GW aan vermogen. De rest zijn centrales die draaien op fossiele brandstoffen en dan met name steenkool. Er is tot slot een kleine zonne-energiecentrale met een vermogen van 5,2 MW. Per jaareinde 2016 had de groep zo’n 8% van het totaal opgestelde vermogen in Rusland in handen. De waterkrachtcentrales liggen vooral in de rivieren Angara en Jenisej in Siberië. De elektriciteit wordt geleverd aan de smelters van RUSAL, maar ook aan andere partijen.

Bij de groep zijn zo’n 98.000 medewerkers actief, waarvan een derde bij de elektriciteitsbedrijven. Beide activiteiten worden in de resultaten van En+ Group geconsolideerd. Van de totale omzet is driekwart aluminium gerelateerd en zo’n 15% betreft verkopen van elektriciteit en warmte aan andere afnemers. Bijna alle elektriciteit van de waterkrachtcentrales wordt gebruikt bij de productie van aluminium door RUSAL.

### Resultaten
RUSAL verkoopt zijn producten op de wereldmarkt waar de prijzen in Amerikaanse dollars gangbaar zijn. De meeste productie vindt plaats in Rusland en de kosten luiden daardoor vooral in Russische roebels. De resultaten fluctueren met name als een gevolg van ontwikkeling van de prijs van aluminium op de wereldmarkt, de wisselkoers van de dollar versus de roebel en het resultaat van de deelneming Nornikel. De resultaten van de energie activiteiten van En+ Group zijn relatief stabiel. 
| Jaar | Omzet  | Netto- resultaat |
| ---- | ------ | ---------------- |
| 2014 | 11.917 | –624             |
| 2015 | 10.529 | 580              |
| 2016 | 9776   | 1361             |
| 2017 | 12.094 | 1403             |
| 2018 | 12.378 | 1862             |
| 2019 | 11.751 | 1304             |

Oleg Deripaska is de grootste aandeelhouder met een belang van 35% in En+ Group. Hij mag niet meer dan 44,95% van de aandelen houden en zijn stemrecht mag niet boven de 35% uitkomen. Glencore heeft een belang van 9,5% en de free float is iets minder dan 10%. 

## Geschiedenis
In april 2002 werd een bedrijf met de naam Baufinanz Limited opgericht en deze kreeg vooral aluminium activiteiten in portefeuille. Een jaar later werd RUSAL opgericht en het aandelenbelang van Deripaska in RUSAL werd ondergebracht in RUSAL Holding Limited. In maart 2004 werd de naam van Baufinanz gewijzigd in Eagle Capital Group en hier werden de aandelen RUSAL Holding Limited in ondergebracht. In augustus 2005 volgde de laatste naamswijziging in En+ Group.
In 2003 kocht het een belang van 64% in de waterkrachtcentrale Krasnojarskaja. In diverse transacties werd het belang verhoogd tot 100% in 2016. In 2001 begon En+ Group met de opkoop van aandelen in Irkutskenergo, een elektriciteitsbedrijf met belangen in diverse waterkrachtcentrales met een totaal opgesteld vermogen van 12,8 GW. In 2016 had het 90,8% van de aandelen in handen.   
In 2008 kocht RUSAL een minderheidsbelang van 25%+1 aandeel in het nikkel en palladium mijnbouwbedrijf Norilsk Nickel.
In 2014 besloten RUSAL en RusHydro samen de waterkrachtcentrale Bogoetsjany en een grote aluminiumsmelter te bouwen. In 2015 was de centrale met een vermogen van 3 GW gereed en in 2019 werd de eerste fase van de smelter in bedrijf genomen.
In 2017 kwam de beursnotering op de LSE tot stand. Er werden aandelen geplaatst ter waarde van US$ 1,5 miljard waarmee de totale waarde van En+ Group uitkwam op US$ 8 miljard berekend tegen de introductiekoers.